# اسکندر آزموده
اسکندر آزموده (۱۲۹۱–۱۳۷۷) سپهبد و از نظامیان ارشد ایران در دوره پهلوی بود.

## زندگی
او در سال ۱۲۹۱ در تهران زاده شد. او نیز مانند برادر بزرگ خود امیرحسین آزموده به نظامی‌گری پرداخت و از دانشکده افسری تهران دانش‌آموخته شد، سپس برای ادامه تحصیل راهی اروپا و آمریکا شد و دوره تاکتیک نظامی را طی کرد. اسکندر آزموده در ارتش به مقامات زیادی دست یافت که عبارت‌اند از معاونت فرماندهی کل ارتش، معاونت وابسته نظامی ایران در انگلستان، فرماندهی ارتش در فارس و آذربایجان، ریاست اداره تدارکات ارتش، قائم مقام فرمانده نیروی زمینی ارتش شاهنشاهی. اما آنچه در دوران نظامی‌گری وی شاخص است اقدامات او در دوران کودتای نافرجام ۲۵ مرداد و کودتای موفق ۲۸ مرداد ۱۳۳۲ علیه دولت دکتر مصدق می‌باشد. سرهنگ دوم اسکندر آزموده، از جمله افسرانی بود که با مأموران MI۶ و سیا در ارتباط بود و فرماندهی بخشی از عملیات علیه حکومت دکتر مصدق را عهده‌دار بود، نامبرده فرمانده جنگ پهلوی و مسئول اشغال مرکز تلفن بازار و جنوب شهر و مرکز اکباتان بود. او در روز ۲۴ مرداد ۱۳۳۲ مأموریت خود را اجرا کرد ولی با آگاهی از شکست طرح کودتا، مجدداً مرکز تلفنی بازار را راه اندازی کرد تا خطری متوجه هنگ او نباشد. با شکست کودتا افسران زیادی دستگیر شدند که سرهنگ دوم اسکندر آزموده نیز از جمله این افسران بود.
پس از اجرای موفقیت‌آمیز کودتای ۲۸ مرداد ۱۳۳۲ این افسران آزاد شدند و در روز ورود محمدرضا پهلوی به کشور، افسران عامل به کودتای ۲۸ مرداد همگی ترفیع درجه یافتند، اسکندر آزموده نیز به درجه سرهنگ تمامی ارتقا یافت و در ضمن نشان درجه یک رستاخیز را دریافت کرد، سپس به فرماندهی تیپ و پادگان عشرت آباد گمارده شد. اسکندر آزموده پس از آنکه تا درجه سپهبدی ارتقا یافت بازنشسته شد و در سال ۱۳۴۷ توسط جمشید آموزگار وزیر دارایی دولت هویدا، که خویشاوند نزدیک او بود به معاونت وزارت دارایی و سرپرستی کل گمرک تعیین شد. سپهبد آزموده تا سال ۱۳۵۳ در این پست ابقا بود تا اینکه در این سال بار دیگر خویشاوندش جمشید آموزگار وزیر کشور، او را به استانداری آذربایجان شرقی تعیین کرد.
با آغاز انقلاب اسلامی، در ۲۹ بهمن ۱۳۵۶ تظاهرات عظیمی در مخالفت با رژیم پهلوی در تبریز برگزار شد که این تظاهرات با کشتار مردم پایان یافت[ref?]. مسئول مستقیم رویداد تبریز از سوی ستاد بزرگ‌ارتشتاران سپهبد اسکندر آزموده، استاندار وقت شناخته شد. به همین علت برای خاموش کردن شعله‌های نارضایتی و آرام کردن مردم تبریز ۳۰ بهمن ۱۳۵۶ آزموده به تهران احضار و از سمت خود برکنار شد. او پس از مدتی راهی انگلستان شد و در سال ۱۳۷۷ در همان کشور درگذشت.